# Taibique
Taibique es una localidad española perteneciente al municipio de El Pinar de El Hierro, en la provincia de Santa Cruz de Tenerife. Está situada en el extremo sur de la isla canaria de El Hierro. Junto con Las Casas y La Restinga forma el municipio de El Pinar de El Hierro, el más meridional de toda España. Las Casas y Taibique, distantes entre sí un kilómetro, forman la capital municipal, El Pinar.

## Demografía
Taibique contaba con 823 vecinos según el censo de 2016, y es un asentamiento eminentemente rural.
| Gráfica de evolución demográfica de Taibique entre 1900 y 2023 |
|                                                                |
| Fuente Instituto Nacional de Estadística de España.            |

## Geografía
La localidad está el paraje llamado Risco de los Herreños, a 27 kilómetros al sur de la capital insular, Valverde, a unos 20 km del mar y a una altitud de 856 m s. n. m.
Las temperaturas son de unos 30 °C en verano, y de unos 19 °C en invierno.